# 杜瑜华
杜瑜华（1914年4月—2004年11月20日），陕西南郑县阳春镇瞿义村西沟坝人，中国人民解放军开国少将，第五届全国人大代表。

## 生平
生于贫农家庭。军阀吴新田驻陕南镇守使期间，其父因交不起苛捐杂税，被摧款委员抓走抄家封门，读小学的杜瑜华辍学流浪，后到进驻汉中的冯玉祥西北军当兵。后在西安考入杨虎城部第十七路军宪兵营当学兵。1933年3月经宪兵营政治教官谢滋山(谢华)介绍加入中国共产党，协助谢做兵运工作。后又考入西安绥靖公署步兵训练班第二期学习，结业后任宪兵营改编的特务营排长、区队长。因宣传共产党主张，军法处欲逮捕他，党组织通知及时转移。1936年6月谢华领导的中共西北特别支部派遣杜瑜华同沈敏、杨江到陕南的安康保安司令部特务大队何振亚部开展兵运工作，1936年8月该部二次起义，成立中共西北特支领导的陕南人民抗日第一军任参谋长。
抗战爆发后入延安抗大三期学习。后留校工作。随抗大二分校挺进敌后晋察冀边区办学。1943年2月，晋察冀边区斗争形势极为恶化，抗大二分校奉命返回陕北绥德并入抗大总校。杜瑜华留下来调往一线主力部队。
1943年1月为粉碎日伪军“铁壁合围”，晋察冀军区决定将大团精简成小团，部队分散活动以保存有生力量；晋察冀军区骑兵团取消营的架子，改编成4个步兵连，一个侦察连，一个特务连，加上团部，共1225人，实际为步兵团，团长唐子安，政委曾海亭，杜瑜华任副团长。1943年5月初，日军铁壁合围晋察冀三分区机关，骑兵团为保护三分区机关突围，几经血战，于5月7日在完县马耳山与日军3个大队合围，团政委曾海亭等400余人牺牲，杜瑜华带队一天连续突围三次，与战士拼刺刀、冲山头，最后跳下悬崖幸被树木拦住才活了下来，摆脱敌人。
1955年，被授予大校军衔，获三级八一勋章、二级独立自由勋章、一级解放勋章。1961年，晋升为少将军衔。   